# كأس السوبر الإسباني 1985
كأس السوبر الإسباني 1985 النسخة الثالثة لنهائيات كأس السوبر الإسباني التي بدأت لأول مرة سنة 1982 ولم تُقم سنة 1984 ، جمعت النسخة الثالثة بطل الدوري الإسباني موسم 1984-85 برشلونة وبطل كأس إسبانيا موسم 1984- 85 أتلتيكو مدريد ، أُقيمت من مباراتي ذهاب وإياب خريف عام 1985، وحقق أتلتيكو مدريد اللقب بعد فوزة بمجموع المباراتين بنتيجة 3-2 .

## التفاصيل

### مباراة الذهاب
| أتلتيكو مدريد                                                            | 3–1 | برشلونة                               |
| ------------------------------------------------------------------------ | --- | ------------------------------------- |
| ماريو كابريرا 40' · ميغل انغل 52' · داسيلفا 76' · المدرب · لويس أراغونيس |     | باكو كلوز 31' · المدرب · تيري فينابلز |

### مباراة الإياب
| برشلونة                               | 1–0 | أتلتيكو مدريد        |
| ------------------------------------- | --- | -------------------- |
| أليكزانكو 33' · المدرب · تيري فينابلز |     | المدرب لويس أراغونيس |